# Фердинанд I (король Неаполя)
Фердинанд I (2 июня 1423 — 25 января 1494, Неаполь) — король Неаполя в 1458—1494 годах из династии Трастамара (в Неаполе называемой обычно Арагонской). Внебрачный сын Альфонса V, короля Арагона и Сицилии в 1416—1458, короля Неаполя (под именем Альфонс I) в 1435—1458, и Жиралдоны Карлино.

## Правление
Фердинанд I стал королём Неаполя по завещанию своего отца. Передача короны побочному сыну по завещанию противоречила общепринятым нормам права и была негативно воспринята многими представителями знати. Кроме того, Фердинанд ещё до своего воцарения зарекомендовал себя как жестокий, коварный и распутный человек. При этом жестокость неаполитанского монарха по некоторым свидетельствам граничила с патологией. Согласно «Истории моего времени» Джовио, королю доставлял особое удовольствие вид поверженного врага — удовольствие столь острое, что его хотелось продлить. Трупы политических и иных противников Фердинанда, казнённых, замученных или умерших в темнице, набальзамированные придворными медиками, доставлялись во дворец и, одетые в их собственную одежду, хранились в одной из дворцовых зал. У короля скопилась целая коллекция таких мумий, и ничто не радовало его сильнее, чем их созерцание.
Впоследствии недовольные призвали на помощь изгнанного из Неаполя в 1442 году короля Рене Доброго. Рене передал свои права на Неаполь своему сыну Иоанну II, который и прибыл в Южную Италию. Иоанн Анжуйский не привел с собою сильное наёмное войско, как поступали ранее его предшественники, но мобилизовал его на месте, пользуясь поддержкой самых могущественных неаполитанских баронов. Летом 1460 года Иоанн Анжуйский нанес Фердинанду серьёзное поражение при Сарно.
После Сарно Фердинанд находился на грани полного разгрома, у него не было ни войска, ни казны. Дело мужа взяла в свои руки энергичная жена Фердинанда Изабелла Кьярамонте. Она лично обошла с просьбой о помощи богатейшие дома Неаполя и смогла собрать значительную сумму. После этого Изабелла пробралась в анжуйский лагерь и тайно склонила на сторону Фердинанда своего дядю князя Тарентского. Вместо решительного похода на беззащитный Неаполь князь занялся осадой второстепенных городов, дав, тем самым, необходимую передышку Фердинанду. Поддержал Фердинанда папа Пий II, оказав ему значительную финансовую помощь, и союзный правитель Албании Скандербег, вместе с войском участвовавший в военных действиях в Италии.
В результате Фердинанду удалось переломить ход войны в свою пользу. В августе 1462 года он разбил Иоанна Анжуйского при Трое, а в 1464 году соперник навсегда покинул Южную Италию.

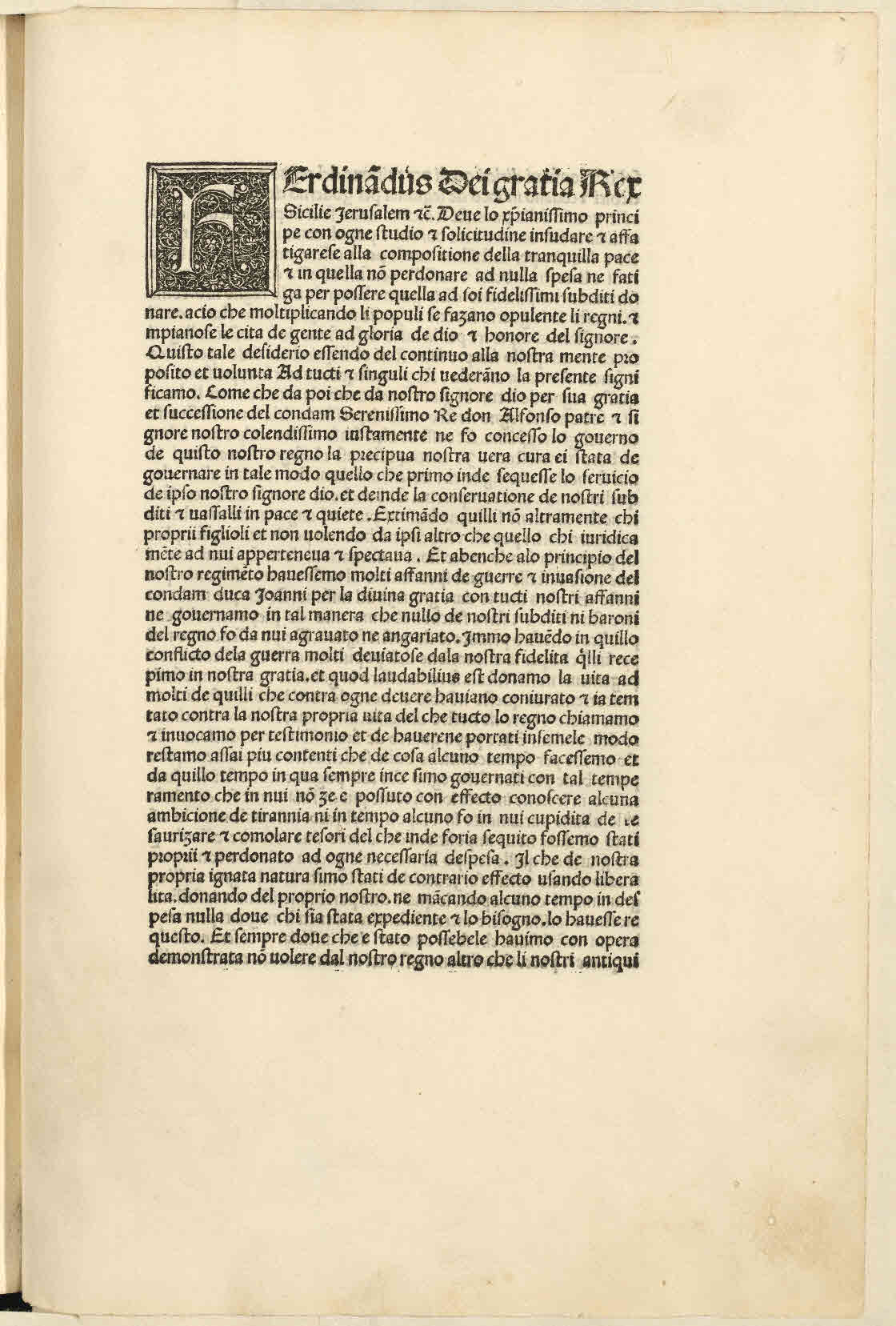
Esortazione di insorgere contro i baroni ribelli, 1486

Впрочем, и после победы король не чувствовал себя уверенно. 
В 1480 году на территории королевства высадились турки, разорившие крепость Отранто. К счастью, смерть султана Мехмеда Фатиха не дала им развить наступление на итальянские государства.
В 1485 году папа Иннокентий VIII поддержал очередных мятежников. Сын Фердинанда Альфонс вторгся в папские владения. Мир удалось заключить только в 1486 году. Фердинанд обещал простить виновных, но нарушил клятву. Он заманил всех прощенных им мятежников на свадьбу своей племянницы, арестовал и казнил. Родственники восставших были брошены в тюрьмы, а имения конфискованы. Такая вероломная расправа, хотя на короткое время и доставила умиротворение королю, но имела гибельные последствия для династии. Феодалы затаили злобу против него; папа отлучил его самого, его сына Альфонса и их потомков от церкви, призвав неаполитанских подданных и иностранных монархов свергнуть беззаконную династию. Всего за семь лет (1494—1501) после смерти Фердинанда I его преемники пали под ударом врагов, и Неаполь потерял независимость.
Впрочем, он сам не стал свидетелем этой катастрофы. Подобно отцу, Фердинанд содержал блестящий ренессансный двор, привлекал в Неаполь многих деятелей науки и культуры.

## Семья и дети
Фердинанд I был женат дважды. В первом браке на Изабелле де Клермон (ди Кьярамонте) (?—1465). Дети:
- Альфонс (1448—1495), король Неаполя с 1494 года
- Элеонора (1450—1493), жена Эрколе I д’Эсте, герцога Феррары и Модены
- Федериго (1452—1504), король Неаполя (1496—1501)
- Джованни (1456—1485), кардинал и архиепископ Таранто
- Беатриса (1457—1508), последовательно жена Матьяша I (1443—1490), короля Венгрии в 1458—1490, и его преемника Владислава II Ягеллона (1456—1516), короля Венгрии в 1490—1516.
- Франческо (1461—1486).

Вторым браком был женат на Хуане Арагонской (1454—1517), дочери арагонского короля Хуана II. Дети:
- Джованна Арагонская (1478—1518), жена Фердинанда II (1469—1496), короля Неаполя в 1495—1496,
- Карло (1480—1486).

Также у Фердинанда было около десяти внебрачных детей от его наложниц Дианы Гвардато (Diana Guardato), Эулалии Равиньяно (Eulalia Ravignano) и Джованны Караччоло (Giovanna Caracciolo).

## Память
- Памятник работы Антонио Кали[итал.] на Пьяцца-дель-Плебишито в центре Неаполя.

## В культуре
- Сериал «Борджиа» (Канада, Венгрия, Ирландия. 2011—2013). Роль исполняет актёр Джозеф Келли.
- Сериал «Великолепные Медичи» (2016-2019). Роль исполнил актёр Рэй Стивенсон.